# Parque Nacional Marinho de Sanganeb
O Parque Nacional Marinho de Sanganeb é um atol localizado a 30 km da costa do Sudão, o único do Mar Vermelho. O atol foi declarado como parque nacional em 1990 e, juntamente com o Parque Nacional Marinho da Ilha Mukkawar, foi declarado como Patrimônio Mundial pela Organização das Nações Unidas para a Educação, a Ciência e a Cultura (UNESCO), no ano de 2016. E está inserido no sítio Ramsar de nº. 1859.

## Descrição

### Atol
O atol possui 13 zonas de recifes bio-fisiográficos distintos, cada uma fornecendo conjuntos de recifes de coral. Suas dimensões são de 800 metros de profundidade, com comprimento máximo de 6,5 Km no eixo norte-sul e 1,6 km no eixo leste-oeste. Seus recifes possuem encostas íngremes, com bordas aparentes na superfície do mar, exceto no lado oeste, e a área interna, onde estão as lagoas, possui aproximadamente 4,6 km².
Há três lagoas, separadas por recifes. A lagoa central possui uma profundidade média entre 20 a 25 metros, e é um importante local de desova de peixes. A segunda lagoa, localizada ao norte, possui 27 metros de profundidade máxima. E a terceira lagoa, ao sul, possui 9 metros profundidade máxima.

### Farol
O farol de Sanganeb é um patrimônio marítimo histórico do país e é mantido pelo Sea Ports Corporation. O primeiro farol foi construído em 1907, e o atual foi construído em 1950. O complexo do farol é constituído com uma cozinha e refeitório, dois banheiros, sala do gerador, uma sala de pesquisa da Red Sea University e um depósito.

## Ecossistema

### Fauna
Foram registrados, até o momento, 124 espécies de cnidários, incluindo escleractínios; 6 espécies de aves, incluindo a Larus leucophthalmus, espécie endêmica da região; 51 espécies de crustáceos decápodes; e mais de 251 espécies de peixes. As espécies de poliquetas mais encontradas no atol são Pista cf. unibranchia, Eunice antennata, Eunice siciliensis, Cirriformia filigera, Loimia medusa, Haplosyllis spongicola, Lumbrineris sp., Ceratonereis mirabilis, Cirrophorus sp. e Phyllodoce madeirensis. Golfinhos, tubarões e tartarugas marinhas utilizam o atol como local de descanso, de reprodução e alimentação.

### Flora
A flora presente no atol é típica do Oceano Índico tropical e não há ocorrência de ervas marinhas. Foram encontradas 25 gêneros da espécie Rhodophyta (algas vermelhas), 16 gêneros da espécie Chlorophyta (algas verdes), 12 gêneros da espécie Phaeophyta (algas marrons) e 7 gêneros da espécie Cyanophyta (algas verde-azuladas).

### Temperatura
A temperatura da água é de 26,2 ºC a 30,5 ºC na superfície e  23,9 ºC a 25,9 ºC em 150 metros de profundidade.

## Turismo
Devido a dificuldade dos turistas estrangeiros chegarem a cidade de Porto Sudão  e, também, de obter visto de turistas para a entrar no país, poucos visitantes procuram o atol, apesar do mergulho no local ser considerado de classe mundial. No ano de 1987, o atol recebeu 425 mergulhadores; e em 2000, recebeu 778 mergulhadores. Operadoras de turismo do Egito oferecem tour para mergulho, com duração de 6 dias, em atóis sudaneses, incluindo o Atol de Sanganeb.